# Georg Oechsner

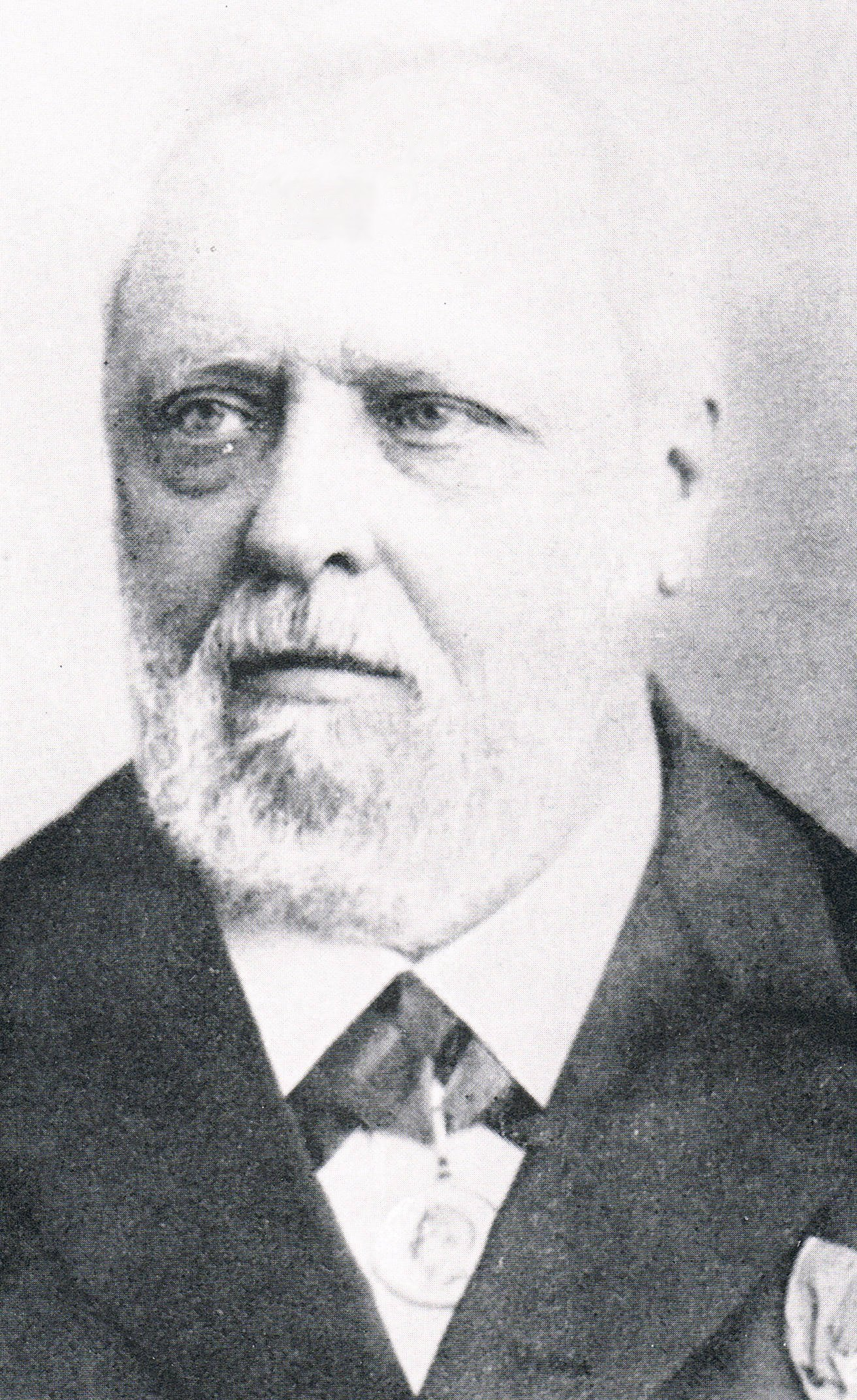
Georg Oechsner

Johann Georg Oechsner (* 18. Februar 1822 in Mainz; † 26. September 1895 in Gau-Bischofsheim) war vom 25. August 1885 bis zum 1. November 1894 Bürgermeister von Mainz.

## Leben und Wirken
Geboren als Sohn des Sekretärs der Rheinschiffergilde Wilhelm Oechsner und dessen Frau Luise geborene Trumpf studierte er Jura, wurde 1844 Mitglied der Alten Gießener Burschenschaft Allemannia und wollte nach seiner Promotion Rechtsanwalt werden. 
Der Ministerpräsident des Großherzogtums Hessen verbot ihm eine Tätigkeit als Rechtsanwalt, weil Oechsner aktiv an der Deutschen Revolution 1848/49 teilgenommen hatte.
Er arbeitete später als Kaufmann und selbstständiger Agent, heiratete am 6. August 1853 Maria Franziska (geborene Schlitz) und am 9. Oktober 1869 Caroline Josephine (geborene Schneider).
Er wurde 1866 als Vertreter des Wahlbezirks der Stadt Mainz in die Zweite Kammer des Hessischen Landtags gewählt, der er bis 1878 angehörte. 
Er wurde 1874 zum Stadtrat und zum Beigeordneten gewählt, kandidierte bei der Reichstagswahl am 10. Januar 1877 im Wahlkreis Hessen 9 (Mainz, Oppenheim) für die Deutsche Volkspartei und zog nach dieser Wahl in den Reichstag ein. Es war die dritte Wahl nach der Gründung des Kaiserreichs 1871. 
Der 3. Reichstag wurde am 11. Juni 1878 aufgelöst, nachdem zwei Attentate auf Kaiser Wilhelm I. begangen worden waren. 
Ein Geistlicher gewann den Wahlkreis Hessen 9.
Am 23. Juni 1885 starb der Mainzer Oberbürgermeister Alexis Dumont. Oechsner wurde sein Nachfolger, zunächst als Bürgermeister und ab 1887 als Oberbürgermeister.
In seiner Amtszeit wurde der Zoll- und Binnenhafen gebaut und einige Schulen wurden gegründet. Oechsner trat 1894 aus Altersgründen von seinem Amt zurück und bewirtschaftete bis zu seinem Tod im September 1895 ein Gut in Gau-Bischofsheim.
Eine Straße in der Mainzer Oberstadt ist nach ihm benannt.